# Jill Larson
Jill Larson (Minneapolis (Minnesota), 7 oktober 1947) is een Amerikaanse actrice. Ze is voornamelijk bekend door haar rol als Opal Cortlandt in de ABC-soapserie All my Children. Larson gaf gedurende 22 jaar gestalte aan het karakter en werd tot tweemaal toe genomineerd voor een Emmy Award. Naast AMC speelde ze ook mee in de film Shutter Island met Leonardo DiCaprio en de film White Squall met Jeff Bridges.

## Biografie
Larson werd geboren in Minneapolis als de dochter van interieurontwerpster Ruth Evangeline en wetenschapper John Charles Larson. Ze heeft drie zusters. 
Larson volgde dezelfde middelbare school als actrice Dorothy Lyman, die eerder de rol van Opal in AMC speelde. Na de middelbare school volgde de University of Minnesota en begon ze met zingen in nachtclubs. Larson maakte deel uit van de groep Just Us. Niet veel later zou deze groep worden ontdekt en zou Larson naar New York verhuizen. In New York werden verschillende soundtracks opgenomen, waaronder die van de speelfilm Rachel, Rachel. 
Larson en haar zuster reisde door Europa, totdat ze zich besloot te vestigen in Parijs. Ze werd model en binnen korte tijd liep ze mee in Europese en Amerikaanse modeshows. Larson deed in Parijs haar eerste camera-ervaring op in de speelfilm Deadly Trap. Ze speelde samen met Faye Dunaway en Frank Langella. Daarna volgde een rol in Chere Louise.
In 1986 maakte Larson haar televisiedebuut in de soapserie As the world turns, als columniste Judith Clayton. Twee jaar later zou ze gestalte geven aan het karakter Ursulla Blackwell in One Life to Live. In 1989 verving zij Lyman in de soap All my Children. Larson zou tot het opheffen van de serie in 2011 gestalte geven aan het karakter Opal Cortlandt. Tot 2006 speelde Opal een hoofdrol, maar op Larsons aandringen werd de rol teruggebracht tot een terugkerende rol. Echter, in 2009 werd haar rol weer een hoofdrol.
Larson heeft een dochter, Anni.